# 亚斯里语支
亚斯里语支（英语：Aslian languages）是南亚语系最南端的分支，分布在马来半岛上，是许多半岛原住民的语言。亚斯里语母语者约有5万人，均为濒危语言。

## 历史与起源
亚斯里语支最早出现在马来山脉西侧，后来向东传播到吉兰丹、登嘉楼和彭亨。最近的近亲是孟语支和尼科巴语支，他们可能与从更北边进入马来半岛的移民有接触。
亚斯里语包含来自马来半岛上已灭绝语言的多层借词。他们以前的居住地可从语源学和考古学证据中追溯到该地区的文化继承。Roger Blench(2006)指出，亚斯里语支有许多大北婆罗洲语群和占语群借词，这表明它们的使用者曾在马来半岛存在过。
Blagden (1906)、Evans (1937)和Blench (2006)指出，亚斯里语支，特别是嘉海语支，有许多无法追溯到任何目前已知语系的词。森美兰克那博依语也有许多来源不明的词。

## 系属分类
- 嘉海语支（北部）：彻翁语、汤加语；（东支）巴特克语、嘉海语、明里克语、明蒂尔语；（西支）肯休语、金塔克语、马尼语。
- 塞迈语支（中部） ：塞迈语：特米亚尔语、拉诺语、*萨宾语、塞姆南语。
- 塞梅莱语支（南部）：马赫梅里语、塞梅莱语、特莫克语、塞莫克贝里语。
- 贾胡特语。

已灭绝的克那博依语未分类，可能不属于亚斯里语支。
Phillips (2012:194)列出下列原始亚斯里语到各分支的音变：
- 嘉海语支：*sə– > ha–
- 塞梅莱语支：*-ʔ消失
- 贾胡特语之外*–N > *–DN

## 构拟
原始亚斯里语构拟方案有Timothy Phillips (2012)。

## 音系

### 音节结构
亚斯里语词汇有单音节、倍半音节和双音节形：
单音节：(C)CV(C)。
倍半音节：主音节前跟次要音节：
特米亚尔语ləpud“尾鳍”
塞迈语kʔɛːp[kɛʔɛːp]“蜈蚣”
双音节：形态上更复杂，由各种重复和词缀产生。也有没有非重读元音的：
特米亚尔语diŋ-rəb“住处”
马来语借词
贾胡特语suraʔ“唱”，来自马来语suara“声音”
塞梅语tiba:ʔ“到达”，来自马来语tiba“到达”
特米亚尔语还有三音节词，如使役中缀(tərakɔ̄w)和连续使役(tərɛwkɔ̄w)，或是带前附着语素时(barhalab ~ behalab“向下游走”)。

### 声母
亚斯里语词汇必带声母，大多数语言中送气被分析为Ch结构。
复辅音声母多样，以塞音为例，塞音复辅音声母可以不受发音部位和清浊音限制在一块：
贾胡特语：tkak“硬颚”、dkaŋ“竹鼠”、bkul“灰色”、bgɔk“甲状腺肿”
有喉音/h, ʔ/参与的，喉音可插入后面的元音间：
贾胡特语：/jʔaŋ/ [jaʔaŋ]“骨”、/ɲhɔːʡ/ [ɲɔˑhɔˑʡ]“树”

### 元音
典型亚斯里语元音系统如北特米亚尔语，共有30个元音：
|        | 普通  | 普通     | 鼻化  | 鼻化     |
| ------ | ----- | -------- | ----- | -------- |
|        | 短    | 长       | 短    | 长       |
| 闭元音 | i ʉ u | iː ʉː uː | ĩ ʉ̃ ũ | ĩː ʉ̃ː ũː |
| 中元音 | e ə o | eː əː oː | N/A   | N/A      |
| 开元音 | ɛ a ɔ | ɛː aː ɔː | ɛ̃ ã ɔ̃ | ɛ̃ː ãː ɔ̃ː |

鼻化/普通元音对立的功能负荷在亚斯里语中不很高（即没有多少最小对立对）。Diffloth指出塞梅语方言中这种现象是不规则、不可预测的，特别是h-或ʔ-后的元音（参见鼻喉亲缘性）。
元音长度在塞迈语支塞迈语、特米亚尔语、萨宾语中保留，其他语支则已经消失，引发了元音系统的复杂重组。
与南亚语系其他语支相比，亚斯里语支的裂化不大显著，原始塞迈语有10-11个长单元音，只有/iə/一个双元音。
塞迈语支中缀对词根声母辅音数量很敏感。降双元音[i̯ə]、[u̯ə]很模糊，因为滑音可以被解释为首字母的特征或元音的特征。

### 韵尾辅音
亚斯里语韵尾辅音种类丰富，大多数语言都对其给予了很大的重视。
- -r、-l、-s、-h、-ʔ保留完好，[16]有缩短其前长元音的趋势。[17]

据报道特米亚尔语-h在-u-后有唇擦音变体，如/tuh/“说”读作[tuɸ]。
整个亚斯里语支中，鼻音韵尾都是预成阻音。北部语支更进一步，鼻音韵尾与塞音韵尾合流。

## 词法
所有经过研究的亚斯里语都有各种形态手段——前缀、中缀、重复等等。大多数亚斯里语还保留了许多没有能产性的形式。
还有人指出，亚斯里语后缀的使用是晚近马来语借词的影响。许多亚斯里语的中缀n包含许多用途。

### 简单前缀
- C(C)VC → (P)(P)–C(C)VC

例：贾胡特语使役
| 前缀 | 例子             | 使役         |
| ---- | ---------------- | ------------ |
| p-   | cyɛk睡           | pcyɛk 去睡觉 |
| pr-  | bhec 害怕        | prbhec 受惊  |
| pn-  | tlas逃           | pntlas 释放  |
| tr-  | hus 放松（衣服） | trhus 裸体   |
| kr-  | lʉy 在...里      | krlʉy 放进   |

### 简单中缀[9]
- C (C) V C → C-I-(C) V C

亚斯里语可在两辅音间插入中缀。简单中缀指插入词根的中缀，最重要的流音中缀是使役中缀-r-，在塞迈语和特米亚尔语中都有能产性。
- 塞迈语（中缀插入复辅音声母）：kʔā:c“变湿”，krʔā:c“弄湿某物”。[18]

鼻音中缀以动词性词根的名词化为主：
- 贾胡特语（施事名词性前缀为mʔ-）：lyɛp“编棕榈叶”→mlayɛp“编织者”；cyɛk“睡”→mʔcyɛk“嗜睡者”

### 重复中缀：中复缀[9]
词根末辅音的重复也可作为插入词根的中缀。这一过程在三个语支中均有见。
1. 仅中复缀：[9]
  - 肯休语：plɔɲ“唱”→pɲlɔɲ“正在唱”
  - 彻翁语：hwæc“口哨”→hcwæc“正在吹口哨”
2. 词根外中缀加中复缀[9]：塞梅语中，可数名词可通过词根外鼻音中缀和中复缀从物质名词中派生出来。词根声母为单声母时，中复缀在中缀之后：
  - teːw“河”→twneːw[tuniːw]
词根声母为复辅音时，中缀在中复缀前：
  - slaːy“田”→snylaːy[snilaːj]
3. 词根外前缀加中复缀[9]：单辅音声母动词可通过声母前的前缀n-+中复缀变为名词：
  - 巴特克语：jɯk“呼吸”→nkjɯk“呼吸的动作”
4. 重复声母加词根外中缀[9]：见于塞迈语和特米亚尔语，有动词中缀-a-。塞迈语中形成结果动词，特米亚尔语中则标记“同叙体”（simulfactive aspect）。[19]如果词根有两个辅音，则后缀-a-插入它们之间：
  - 塞梅语：slɔːr“把平的物体放在圆形容器里”→salɔːr“分层放在圆形容器里”。
  - 特米亚尔语：slɔg“躺下、睡觉”→salɔg“直接去睡觉”
如果词根声母为单辅音，则变为Ca-：
  - 塞迈语：cɛ̃ːs“撕掉”→cacɛ̃ːs“被撕掉”
  - 特米亚尔语：gəl坐→gagəl“突然坐”
5. 声母重复及韵尾中复缀[9]：单声母重复，韵尾为中复缀。亚斯里语中这用于产生动词进行时：[20]
  - 巴塔克语（北）：kɯc“篦子”→kckɯc“正在篦”
  - 塞梅莱语（南）：tʰəm“重击”→tmtʰəm“正在捶打”
  - 塞迈语（中）：laal“伸舌”→lllaal“正在伸舌”

## 语法
亚斯里语句法比较保守，马来语在部分细节上影响明显（如数词+量词）。

### 语序
- 塞迈语支句子是前置介词式，似乎可分为动作句和陈述句两类。陈述句中谓语是主要的：
- Mənūʔ ʔəh
- VP NP （主语）
- 大 它

|It's big.}}
- 动作句的主语一般在前，宾语和其他补语都在动词后：
- Cwəʔ yəh- mʔmus
- NP （主语） P (Pfx) V
- 狗吠叫。

- 贾胡特语中所有都是补语，但直接宾语需要前置介词：
- ʔihãh naʔ cɔp rap tuy han bulus
- NP （主语） Aux V N （宾语） Det 介 宾语
- 我 INTENT 刺 野猪 那 用 矛
- 我会把那野猪用矛刺死

- 关系从句、动词修饰词、领属、指示词、定于名词都在中心名词后：
- ʔidɔh pləʔ kɔm bɔʔ-caʔ
- NP （主语） N （中心） Aux P (Pfx) V
- 这 果 可以 1PL-吃
- 这果子我们能吃。

- 否定语素在动词前，人称前缀可能插在动词词根前：
- ʔe-loʔ tɔʔ ha-rɛɲrec sej mɛjmɛj naʔ
- 为何 不 P (Pfx) V N（中心） NP （宾语） Det
- 为何 不 2-吃 肉 绝好 那
- 为什么你不吃那块好肉？

### 词性、方位词和语态
塞迈语支对词性的精确性非常重视。这表现在他们精心设计的代词系统中，有包含式/排除式和双/复数之分，并不厌其烦地用动词前缀协整名词反映主语的人称和数。
方位词对说话人和听话人的相对位置（包括水平和垂直位置）分类详尽，即使它可能与信息完全无关。：
- yēʔ doh ʔi-mʔog {ma hãʔ} naʔ
- Pron LOC P (Pfx)-Prt-V Prep-pron LOC

- 我会把它给你。

## 词汇与语义
亚斯里语间发生过相互的借用。
南亚语系喜欢用不可分析的单语素词表示语义复杂的概念，如塞梅语thãʔ“跟长辈开荤腔”。这种词汇的特殊性导致了词汇的扩散。

反映亚斯里人与自然环境互动的语义域（动植物名称、采集狩猎术语）中的词汇尤其多，最多的词类是“表达词”（expressive）。
表达词是描述声、视觉现象、身体感觉、情绪、气味、味道等的词，具有微小的精确性和特殊性。它们的特点是具有特殊的形态音位模式，多为拟声词。与名词、动词不同的是，表达词在词汇上不是离散的，它们可以通过发音的细微变化来表达几乎无限的语义细微变化。
例如，塞迈语中，许多表达噪音、扇动翅膀的动作、鱼的挣扎等等动作，都是由一组开放的、互相关联的多音节单语素词表达，如parparpar、krkpur、knapurpur、purpurpur等等。

## 其他语言的影响
亚斯里语和其他许多语言都有联系，这可以从早期南岛语，特别是大北婆罗洲语的大量借词中看出。来自婆罗洲的移民在3000-4000年前定居在马来半岛，并建立了对亚斯里人群的文化支配地位。还有许多占语、亚齐语、马来语词汇。例如，几种亚斯里语运用南岛语量词，尽管亚斯里语本身有量词。
亚斯里语没有屈服于任何大量的语音变化，但从马来语中借来了大量的词。这是半岛原住民和马来人互动的结果。游牧的原住民中，马来语影响往往比定居耕种原住民的影响更大，因为农民往往位于更偏远的地区，过着自给自足的生活，受马来语的影响较小。

## 濒危与灭绝
所有亚斯里语都濒临灭绝，促成因素如母语者的高死亡率和与马来社区的语言同化。马来西亚正为保护亚斯里语做出一些努力：一些广播电台每天用亚斯里语广播9小时。其他媒体，如报纸、杂志和戏剧都以亚斯里语播出。
只有少数原住民接受过亚斯里语教育。大多数年轻原住民在学校学习马来语。由于缺乏合格的教师，目前彭亨州只有5所学校和霹雳州的2所学校教授亚斯里语，而这些学校仍处于发展过程中。
也有些亚斯里语已经灭绝了，如威拉语（或低地塞芒语），据记录它在19世纪初分布在槟城对岸的威省海岸。另一种已经灭绝的是Ple-Teme，以前分布在霹雳州北部的宜力。

## 阅读更多
- Adams, Karen Lee. Systems of Numeral Classification in the Mon–Khmer, Nicobarese and Aslian Subfamilies of Austroasiatic. [S.l: s.n.], 1982.
- Benjamin, Geoffrey.  (PDF). Jenner, Philip N.; Thompson, Laurence C.; Starosta, Stanley  (编). . Oceanic Linguistics Special Publications 13. University of Hawai'i Press. 1976: 37–128  [2022-02-15]. JSTOR 20019154. （原始内容存档 (PDF)于2018-06-13）. |issue=被忽略 (帮助)
- Benjamin, Geoffrey. 2011. ‘The Aslian languages of Malaysia and Thailand: an assessment.’ In: Peter K. Austin & Stuart McGill (eds), Language Documentation and Description, Volume 11. London: Endangered Languages Project, School of Oriental and African Studies (SOAS), pp. 136–230. ISSN 1740-6234 [2014:] www.elpublishing.org/PID/131.
- Benjamin, Geoffrey. 2014. ‘Aesthetic elements in Temiar grammar.’ In: Jeffrey Williams (ed.), The Aesthetics of Grammar: Sound and Meaning in the Languages of Mainland Southeast Asia, Cambridge: Cambridge University Press, pp. 36–60.[dx.doi.org/10.1017/CBO9781139030489.004]
- Burenhult, Niclas. 2005. A Grammar of Jahai. Canberra: Pacific Linguistics.
- Burenhult, Niclas. 2006. 'Body part terms in Jahai'. Language Sciences 28: 162–180.
- Burenhult, Niclas. 2008. 'Spatial coordinate systems in demonstrative meaning'. Linguistic Typology 12: 99–142.
- Burenhult, Niclas. 2008. 'Streams of words: hydrological lexicon in Jahai'. Language Sciences 30: 182–199.
- Burenhult, Niclas & Nicole Kruspe. 2016. 'The language of eating and drinking: a window on Orang Asli meaning-making'. In Kirk Endicott (ed.), Malaysia’s ‘Original People’: Past, Present and Future of the Orang Asli, Singapore, NUS Press, pp. 175–202.
- Burenhult, Niclas, Nicole Kruspe & Michael Dunn. 2011. 'Language history and culture groups among Austroasiatic-speaking foragers of the Malay Peninsula'. In, N. J. Enfield (ed.), Dynamics of Human Diversity: The Case of Mainland Southeast Asia, Canberra: Pacific Linguistics, pp. 257–277.
- Dunn, Michael, Niclas Burenhult, Nicole Kruspe, Neele Becker & Sylvia Tufvesson. 2011. 'Aslian linguistic prehistory: A case study in computational phylogenetics'. Diachronica 28: 291–323.
- Dunn, Michael, Nicole Kruspe & Niclas Burenhult. 2013. 'Time and place in the prehistory of the Aslian language family'. Human Biology 85: 383– 399.
- Jenner, Philip N., Laurence C. Thompson, Stanley Starosta eds. (1976) Austroasiatic Studies Oceanic Linguistics Special Publications No. 13,  2 volumes, Honolulu, University of Hawai'i Press, ISBN 0-8248-0280-2
- Kruspe, Nicole. 2004. A Grammar of Semelai. Cambridge Grammatical Descriptions. Cambridge: Cambridge University Press.
- Kruspe, Nicole. 2004. 'Adjectives in Semelai'. In R. M. W. Dixon & A. Y. Aikhenvald (eds.), Adjective classes: A Cross-linguistic Typology, Oxford: Oxford University Press, pp. 283–305.
- Kruspe, Nicole. 2009. 'Loanwords in Ceq Wong, an Austroasiatic language of Peninsular Malaysia'. In Martin Haspelmath & Uri Tadmor (eds.), Loanwords in the World’s Languages: A Comparative Handbook of Lexical Borrowing, Berlin: Mouton de Gruyter, pp. 659–685.
- Kruspe, Nicole. 2010. A Dictionary of Mah Meri, As Spoken at Bukit Bangkong. Illustrated by Azman Zainal. Oceanic Linguistics special publication no. 36. Honolulu: University of Hawai’i Press.
- Kruspe, Nicole. 2015. 'Semaq Beri'. In Mathias Jenny & Paul Sidwell (eds), The Handbook of Austroasiatic Languages, Volume 1, Leiden: Brill, pp. 475–518.
- Kruspe, Nicole, Niclas Burenhult & Ewelina Wnuk. 2015. 'Northern Aslian'. In Mathias Jenny & Paul Sidwell (eds), The Handbook of Austroasiatic Languages, Volume 1, Leiden: Brill pp. 419–474.
- Wnuk, Ewelina & Niclas Burenhult. 2014. 'Contact and isolation in hunter-gatherer language dynamics: Evidence from Maniq phonology (Aslian, Malay Peninsula)'. Studies in Language 38: 956–981.